# Mannia californica
Mannia californica är en bladmossart som först beskrevs av Carl Moritz Gottsche och Underw., och fick sitt nu gällande namn av Louis Cutter Wheeler. Mannia californica ingår i släktet klotmossor, och familjen Aytoniaceae. Inga underarter finns listade i Catalogue of Life.